# Lady Grinning Soul
"Lady Grinning Soul" es una balada escrita por el músico británico David Bowie. Es la canción de cierre del álbum Aladdin Sane, publicado el 1973. El primer encuentro del compositor con la cantante de americana Claudia Lennear en 1972 es citada a menudo como la inspiración de la canción. En 2016, después de la muerte de Bowie, una entrevista con Lennear, reveló que Bowie la llamó en 2014, y le dijo que la canción había sido escrita para ella.
El estilo de la canción ha sido comparado con un tema de James Bond. El pianista Mike Garson describió su propia interpretación como "casi tan romántica como parece... francés con un poco de Franz Liszt incluido". Una reseña contemporánea de la revista Rolling Stone llamó al canto de Bowie como "el más amplio y sincero del álbum", mientras que el autor Nicholas Pegg considera la canción como "una de las grabaciones más subestimadas de Bowie... bastante diferente a cualquier cosa que él haya hecho".

## Alusiones
De acuerdo a la artista Tanja Stark, Bowie fue profundamente influenciado por el psicoanalista Carl Jung, quien describió su famoso concepto de arquetípico de ánima como un cambió de nombre de lo que el poeta Carl Spitteler había llamado "My Lady Soul" (Jung, 1968:13).

## Otros lanzamientos
- La canción fue publicado como lado B del lanzamiento de sencillo "Let's Spend the Night Together" en junio de 1973.[8]
- La canción fue publicado como lado B del lanzamiento en España de "Sorrow" en octubre de 1973.[9]
- La versión estadounidense de "Rebel Rebel" tiene "Lady Grinning Soul" como lado B.[10]
- La canción fue publicado como lado B del lanzamiento en Japón de "1984" en octubre de 1974.[11]
- La canción aparece en el álbum compilatorio de 2008, iSelect.[12]

## Otras versiones
- Chris Brokaw – The Hand That Wrote This Letter (2017)
- Anna Calvi – Strange Weather (2014)
- Ulf Lundell – Sweethearts (1984)
- Janette Mason – D'Ranged (2014)
- Lucia Micarelli – Music From a Farther Room (2004)
- Momus – Turpsycore (2015)
- Mystéfy - Spark Within (2016)
- Camille O'Sullivan – Changeling (2012)
- Paul Roberts – Faith (1999)
- Petra Taylor - Cover Ups (2019)

## Créditos
- David Bowie – voz principal y coros, guitarra acústica
- Mick Ronson – guitarra eléctrica y acústica
- Trevor Bolder – bajo eléctrico
- Woody Woodmansey – batería
- Mike Garson – piano
- Ken Fordham – saxofón

## Uso en otros medios
La canción fue usada en las películas The Runaways (2010) y Diana Vreeland: The Eye Has to Travel (2012).